# فرانسیس دوتی
فرانسیس دوتی (فرانسوی: Francis Duteil‎; ۲۵ مارس ۱۹۴۷ – ۹ اکتبر ۲۰۱۶) دوچرخه‌سوار اهل فرانسه بود.